# Halictus masisiensis
Halictus masisiensis är en biart som beskrevs av Cockerell 1945. Halictus masisiensis ingår i släktet bandbin, och familjen vägbin. Inga underarter finns listade i Catalogue of Life.